# الملكة مارغو
الملكة مارغو هو فيلم فرنسي للمخرج باتريس شيرو صدر عام 1994 ،استنادا إلى رواية تحمل نفس الاسم لألكسندر دوماس الأب. الفيلم حصل على جائزتين في مهرجان كان السينمائي في عام 1994 و خمس جوائز سيزار في عام 1995 ، بما في ذلك أفضل ممثلة لإيزابيل أدجاني.

## القصة
يحكي الفيلم عن مارغريت دي فالوا وحدث تاريخي وهو مذبحة سان بارتيليمي.

## روابط خارجية
- الملكة مارغو على موقع IMDb (الإنجليزية)
- الملكة مارغو على موقع روتن توميتوز (الإنجليزية)
- الملكة مارغو على موقع نتفليكس (الإنجليزية)
- الملكة مارغو على موقع قاعدة بيانات الأفلام العربية
- الملكة مارغو على موقع ألو سيني (الفرنسية)
- الملكة مارغو على موقع Turner Classic Movies (الإنجليزية)
- الملكة مارغو على موقع أول موفي (الإنجليزية)
- الملكة مارغو على موقع فيلمافينيتي (الإسبانية)
- الملكة مارغو على موقع قاعدة بيانات الأفلام السويدية (السويدية)
- الملكة مارغو على موقع قاعدة بيانات الفيلم (الإنجليزية)